# Dode zone
Het begrip dode zone komt uit de regeltechniek. Een systeem heeft een dode zone als alleen ingrepen boven een bepaalde (absolute) grootte effect hebben.
Te denken valt bijvoorbeeld aan het verschuiven van een zwaar voorwerp: pas bij de inzet van voldoende kracht wordt de wrijving overwonnen en begint het voorwerp te bewegen. Het gebied tussen de minimaal benodigde trekkracht en de minimaal benodigde duwkracht heet hier de dode zone.
Een dode zone is een voorbeeld van een niet-lineariteit.